# The REV Classic
La The REV Classic es una carrera ciclista profesional como clásica de un día en la ciudad de Cambridge en Nueva Zelanda, la prueba se creó en el 2006 pero desde el año 2015 recibió la categoría 1.2 dentro de los Circuitos Continentales UCI formando parte del UCI Oceania Tour.

## Palmarés
| Año  | Ganador           | Segundo          | Tercero          |
| ---- | ----------------- | ---------------- | ---------------- |
| 2006 | Geoffrey Burndred | Eric Drower      | Scott Guyton     |
| 2007 | Geoffrey Burndred | Matthew Haydock  | Samuel Eadie     |
| 2008 | Gordon McCauley   | Michael Northey  | Justin Kerr      |
| 2009 | Gordon McCauley   | Roman van Uden   | Mark Langlands   |
| 2010 | Patrick Bevin     | Gordon McCauley  | Michael Torckler |
| 2011 | Scott Lyttle      | Roman van Uden   | Taylor Gunman    |
| 2012 | Jeremy Vennell    | James Oram       | Michael Northey  |
| 2013 | Shem Rodger       | Hayden McCormick | Roman van Uden   |
| 2014 | Patrick Bevin     | Sam Lindsay      | Hayden McCormick |
| 2015 | Patrick Bevin     | James Oram       | Michael Torckler |
| 2016 | Dion Smith        | Mark O'Brien     | Taylor Gunman    |
| 2017 |                   |                  |                  |

## Palmarés por países
| País          | Victorias |
| ------------- | --------- |
| Nueva Zelanda | 10        |